# コーリン (ストリートファイター)
コーリン (KOLIN) は、カプコンの対戦型格闘ゲーム「ストリートファイターシリーズ」に登場する架空の人物。
担当声優は朴璐美（日本語）、シンディ・ロビンソン（英語）。

## キャラクター設定
紀元前のはるか昔から世界を支配している、謎の秘密結社の総統（天帝）であるギルの秘書。黒いスーツを着用して、ストレートロングの金髪を独特の形に結わえた女性である。
初登場は『ストリートファイターIII』（以下『ストIII』と表記）の1作目『ストリートファイターIII -NEW GENERATION-』のダッドリーのエンディング。『ストIII』シリーズの3作目の『ストリートファイターIII 3rd STRIKE』では使用キャラクターがギルと対戦する前に姿を見せるが、この時は声を発していない。
『ストリートファイターV』（以下『ストV』と表記）では、当初はウェーブがかったロングヘアでウシャンカをかぶり、防寒服を着たヘレン（HELEN）という名前の女性として登場していた。デフォルトキャラクターのストーリーとシーズン1で追加されたキャラクターのストーリーでは「ヘレン」名義である。ゼネラルストーリーではエンディングにてギルがヘレンをコーリンの姿に戻すシーンがある。
『ストV』のシーズン2では追加プレイアブルキャラクター6名のうちの1人として登場。ヘレンの正体がコーリンだと公式に発表され、「軍隊仕込みの格闘術（システマ）とギルに与えられた氷を操る能力を駆使して戦う」という設定が追加された。プレイアブルキャラクターでのデフォルトコスチュームは「ヘレン」の姿であり、『ストIII』シリーズでの姿はノスタルジックコスチュームとして隠しコスチュームで登場する。なお、『ストIII』シリーズ、『ストV』のゼネラルストーリーのエンディングとノスタルジックコスチュームで着ているスーツのデザインが少々異なっている。デフォルトコスチュームはギルから力を授けられる前のヘレン時代の衣装とされる。元々プレイアブルキャラクターの予定はなくゼネラルストーリーに登場するキャラクターとしてデザインされており、「寒い地域に住んでいる気の強いお姉さん」というコンセプトだった。
国籍は不明だが、『ストV』の本人のストーリーモードでは「冬が長い国」であったとされている。

### 人物
知性派で計算高いが、狡猾で目的のためなら手段を選ばない冷酷な性格。優しい雰囲気や口調で語りかけ、礼儀正しく振舞うが、思い通りに計画が進まなくなると感情的になるなど情緒不安定な一面も持つ。
かつては「冬が長い国」で従軍経験があり愛国者であったが、戦争に敗北して故郷と多くの仲間を失ったことで軍人を嫌悪するようになる。「自分の名を呼ぶものはもういない」という理由で名前を捨てた。雪原で倒れていたところでギルと出会い、名と国を聞かれたが自分にはどちらも無いことを告げると「名も無き花に名を与え、あまねく存在に1000年の調和をもたらす神の国」の建国を促された。そしてコーリンという名を与えられ、ギルの部下となった。前述の通り、本名は不明。
『ストV』では秘密結社に伝わる文書の預言を実行するため、ギルによってユリアンのもとに送り込まれている。「ヘレン」と名乗りシャドルー壊滅のための手駒として元S.I.Nのメンバーであるハン・ジュリ、SNSを通じてシャドルーに関する情報を集めているラシード、そしてバイオサイバーの技術を用いて蘇生させたナッシュを集める。
ナッシュが目覚めた際には涙を流しながら復活を喜んだり、彼が亡くなっていた間の世界の動きを教えるなど親切で友好的に接するが、自分の力の限界を悟ったナッシュに異論を唱えられた際は舌打ちをしたり無表情で睨み付けたり、最終的には怒鳴りつけ罵倒した。
ユリアンには表面上は敬意を払っているがかなり嫌っており、勝利メッセージでは「ユリアン様の存在以外は順調に進んでいる」と言い放つ。アーケードモードのエンディングでは敗北した彼に手を差し伸べたが、激怒し再び襲い掛かってきたユリアンを笑顔で氷に閉じ込めた。

## ゲーム上の特徴
技数が非常に多いのが特徴で、特殊移動技やその派生技、カウンター技に空中ジャンプといった様々な技が揃う。移動速度が速く、俊敏な必殺技が多い。女性キャラクターながら通常技は力強く重い。

## 技の解説

### 通常技
| 操作     | 立ち           | しゃがみ           | 斜めジャンプ         |
| -------- | -------------- | ------------------ | -------------------- |
| 弱パンチ | サミング       | アンダーサミング   | フライングサミング   |
| 中パンチ | ストライク     | アンダーストライク | フライングストライク |
| 強パンチ | クリオブロー   | クリオストライク   | フライングナックル   |
| 弱キック | ローキック     | スライドキック     | フライングニー       |
| 中キック | ニーストライク | サイドキック       | スピアキック         |
| 強キック | スピンキック   | スライドキック     | クリオヒール         |

サミング
地上、空中ともに目の前に拳を振る、ジャブ。
スライドキック
しゃがんだ状態で足払いし、振った脚を戻す要領で蹴り飛ばす。

### Vシステム
サードアイ
Vリバーサル。前のめりで地面に手を付き、相手の横を通りつつ背後に回りこむ。
フリージアシュート
Vシフトブレイク。

#### Vスキル
インサイドスラッシュ [I]
踏み込みつつ大きく弧を描くように、氷を纏った手刀を振り下ろす。ダメージは低く隙も大きいが、技中に相手の打撃技を受けると、手刀の後に逆の腕を振り上げて追撃するカウンター技となる。
グレイシャースルー [II]
前進して、相手を氷結させて投げる。弱「バニティステップ」時にも発動できる。

#### Vトリガー
ダイヤモンドダスト [I]
足を掲げ、地面に打ちつけた衝撃で氷の槍を作り出す。この氷がヒットすると相手のスタンゲージを凍らせ、回復できなくさせる。
アブソリュートゼロ [II]
氷の輝きを身に纏い、パンチ系の通常技では手に氷を纏い、Vスキル、一部の必殺技を強化させ、前ステップの隙が小さくなる。また新たな必殺技として「フロストエッジ」「リバースジャベリン」が追加される。
ダッシュ
前ステップ時、レバー入力をし続けると地面に氷を張らせながら滑るように移動する。ダッシュ中に「リバースジャベリン」が使用できる。

### 投げ技
プレッシャーリッジ
両腕で相手の胸倉を掴み、腹部に膝蹴りを叩き込みカカトで足を払いつつ押し倒す。
サブリメーション
両腕で相手の胸倉を掴み、腹部に膝蹴りを叩き込み背負い投げで投げ落とす。
アバランシュロック
空中で相手の腕を掴み腕挫十字固をかけながら落下し、地面に叩きつける。

### 特殊技
アイシクルスタンプ
ジャンプ中に、空中で竜巻状の氷塊を生み出しそれを踏み台にジャンプする。氷塊はコーリンの斜め後ろを落下していき攻撃判定がある。
ブリザードヒール
体をひねりながら前方に飛び込み、振り下ろすようにして両脚を振り下ろす浴びせ蹴り。しゃがみガード不能の中段技。
スナイピングキック
後ろ回しのカカト蹴り。立ち強キックより若干発生は遅いがダメージが高い。
フロストスパイク
弱パンチ、中パンチ、強パンチの連携技。
ホワイトアウト
Vスキル[I]選択時に使用できる特殊技。中キック、強パンチの連携の後にVスキル[I]の振り上げ攻撃で追撃する。
ホワイトプレッシャー
Vスキル[II]選択時に使用できる特殊技。中キック、強パンチの連携からVスキル[II]に繋げる。
コールドロー/ ブライニクル / スノウグレーン / ホワイトスピア
「バニティステップ」中に使用できるターゲットコンボ。詳細は必殺技の節に記載。

### 必殺技
パラベラム
氷を纏った両手で、連続した突きを繰り出す。強版は発生が遅いがダメージが高く最後に、両腕による突きで相手をダウンさせる。EX版は発生が早い強版と同様の動きで、両腕突きの後に腕を振り上げ相手を吹き飛ばす。吹き飛んだ相手には特定の必殺技で追撃が可能。
ヘイルストーム
ステップを踏みつつ片腕を振り上げ、頭上に氷塊を生み出す。ボタンの強弱で氷塊が作られる位置が変化し、EX版は2つ生み出し、ボタンの組み合わせでその位置も変化する。
振り上げた腕にも攻撃判定があり近距離では打撃技、遠距離では飛び道具になる特殊な必殺技。Vトリガー[II]発動中は生み出される氷塊が巨大化する。
フロストタッチ・ロー / ミドル / ハイ
下段、中段、上段に腕を振り、その最中に打撃技を受けると反撃するカウンター技。弱は下段で、攻撃を受けると相手の頭を掴みつつ背中に乗り上げて反対側に回りこみ両足の後ろ蹴りで蹴り飛ばす。中は中段で、攻撃を受けると相手の腕と掴んで引っ張り肩を打ちつけ、怯んだ相手に2連続で腕を振り吹き飛ばす。強は上段の空中攻撃のみ有効で、攻撃を受けると空中の相手を両腕でそのまま地面に叩きつける。
EX版は全て氷を纏うようになる。カウンター攻撃は全て、相手との位置が入れ替わるのも特徴。
バニティステップ
横回転しつつ退く特殊移動技。弱は退いてそのまま、中は退くと前方に滑りながら移動、強は退くと空中に大ジャンプする。
シルバーエッジ
弱「バニティステップ」後、前方に飛び込みつつ氷を纏った手で突く。
コールドロー
中「バニティステップ」時に使用できる。しゃがみ弱キック、しゃがみ強キックの連携技。
ブライニクル
中「バニティステップ」時に使用できる。しゃがみ弱キック、しゃがみ強パンチの連携技でヒット時は相手を吹き飛ばす。
スノウグレーン
中「バニティステップ」時に使用できる。しゃがみ中パンチ、立ち強パンチの連携技。
ホワイトスピア
強「バニティステップ」時に使用できる。弱キック、中キックの連携技。
フロストエッジ
Vトリガー[II]発動中に使用できる必殺技。高速で前方に突進しながら氷を纏った突きを繰り出す。あらゆる地上の通常攻撃と「ブリザードヒール」以外の特殊技をキャンセルして発動できる。
リバースジャベリン
Vトリガー[II]発動中に使用できる必殺技。ダッシュ中か中「バニティステップ」時に、高速で前方に突進しながら氷を纏った突きを繰り出し相手を貫く。ヒット後は、再び突進しながらの突きを繰り出し相手を凍結状態にさせる。

### クリティカルアーツ
フロストタワー
ステップを踏みつつ腕を横に振り払い、吹き飛んだ相手の地面から巨大な氷の山を作り出し相手を吹き飛ばす。

## 登場作品
- 『ストリートファイターIII』シリーズ
- 『ストリートファイターV』
- 『CAPCOM FIGHTING Jam』 - ギルと共にベガのエンディングに登場している。